# Congo-Kinshasa op de Olympische Jeugdzomerspelen 2010
Congo-Kinshasa nam deel aan de Olympische Jeugdzomerspelen 2010 in Singapore, de eerste editie van de Olympische Jeugdspelen.

## Medailleoverzicht
| Sport                                                                    | Olympiër                                                                 | Discipline                                                               | Medaille                                                                 |
| Als lid van een gemengd landenteam (telt niet mee voor landenklassement) | Als lid van een gemengd landenteam (telt niet mee voor landenklassement) | Als lid van een gemengd landenteam (telt niet mee voor landenklassement) | Als lid van een gemengd landenteam (telt niet mee voor landenklassement) |
| ------------------------------------------------------------------------ | ------------------------------------------------------------------------ | ------------------------------------------------------------------------ | ------------------------------------------------------------------------ |
| Judo                                                                     | Daryl Lokuku Ngambomo                                                    | gemengd team                                                             | Goud                                                                     |

## Deelnemers en resultaten
(m) = mannen, (v) = vrouwen 

### Atletiek
| Olympiër               | Discipline | Resultaat | Prestatie                                       |
| ---------------------- | ---------- | --------- | ----------------------------------------------- |
| Yorghena Embole Mokulu | 400 m (m)  | 22e       | 1R serie 1: niet gefinisht D-finale: 51,24 (2e) |

### Judo
| Olympiër                         | Discipline    | Resultaat | Prestatie |
| -------------------------------- | ------------- | --------- | --- |
| Daryl Lokuku Ngambomo            | tot 81 kg (m) | Goud      | 1R: won van MDA Ghenadie Pretivatii 2R: verloor van KOR Lee Jae-hyung 2R herkansing: verloor van MNE Rijad Dedeic                                                                            |
|                                  |               |           | |
| Daryl Lokuku Ngambomo team Essen | gemengd team  |           | 1R: 4-3 team München won van AZE Jalil Jalilov KF: 5-2 team Chiba won van MNE Rijad Dedeic HF: 5-2 team Caïro won van BIH Eldin Omerovic F: 6-1 team Belgrado won van MGL Dulguun Otgonbayar |

### Schermen
| Olympiër                  | Discipline | Resultaat | Prestatie |
| ------------------------- | ---------- | --------- | --- |
| Gracia Makwanya Nyabileke | sabel (v)  | 13e       | groep 1 (7e) 0-5 POL Angelika Wator 1-5 CHN Wan Yini 4-5 GER Anja Musch 0-5 USA Celina Merza 4-5 IRQ Ema Hilwiyah 2-5 UKR Alina Komaschuk 1/16F 2-15 GER Anja Musch |

### Taekwondo
| Olympiër         | Discipline    | Resultaat | Prestatie                                     |
| ---------------- | ------------- | --------- | --------------------------------------------- |
| Sephora Baelenge | tot 63 kg (v) | 5e        | KF: verloor van FRA Samantha Silvestri (1-15) |

### Volleybal
| Olympiër | Discipline | Resultaat | Prestatie |
| --- | ---------- | --------- | --- |
| Don Mcclean Badiya Ousman Djo Inginda Mbuli Guelorel Kadima Tshisekedi Maxim Kazadi Tshiyombo Magloir Mayaula Nzeza Salva Mbuyi Banza Patrick Misano Darby Misiyo Ango Francis Mujani Faustin Shesha Masako Kalosha Patrick Tshibangu Tshanga Tshitshi Tshidende | jongens    |           | groep A 1-3 Servië (15-25, 18-25, 25-21, 21-25) 0-3 Rusland (22-25, 15-25, 13-25) 5e/6e plaats 0-3 Iran (9-25, 15-25, 17-25) |

Afghanistan · Albanië · Algerije · Amerikaanse Maagdeneilanden · Amerikaans-Samoa · Andorra · Angola · Antigua en Barbuda · Argentinië · Armenië · Aruba · Australië · Azerbeidzjan · Bahama's · Bahrein · Bangladesh · Barbados · België · Belize · Benin · Bermuda · Bhutan · Bolivia · Bosnië en Herzegovina · Botswana · Brazilië · Britse Maagdeneilanden · Brunei · Bulgarije · Burkina Faso · Burundi · Cambodja · Canada · Centraal-Afrikaanse Republiek · Chili · China · Chinees Taipei · Colombia · Comoren · Congo-Brazzaville · Congo-Kinshasa · Cookeilanden · Costa Rica · Cuba · Cyprus · Denemarken · Djibouti · Dominica · Dominicaanse Republiek · Duitsland · Ecuador · Egypte · El Salvador · Equatoriaal-Guinea · Eritrea · Estland · Ethiopië · Fiji · Filipijnen · Finland · Frankrijk · Gabon · Gambia · Georgië · Ghana · Grenada · Griekenland · Groot-Brittannië · Guam · Guatemala · Guinee · Guinee‑Bissau · Guyana · Haïti · Honduras · Hongarije · Hongkong · Ierland · IJsland · India · Indonesië · Irak · Iran · Israël · Italië · Ivoorkust · Jamaica · Japan · Jemen · Jordanië · Kaaimaneilanden · Kaapverdië · Kameroen · Kazachstan · Kenia · Kirgizië · Kiribati · Koeweit · Kroatië · Laos · Lesotho · Letland · Libanon · Liberia · Libië · Liechtenstein · Litouwen · Luxemburg · Macedonië · Madagaskar · Malawi · Malediven · Maleisië · Mali · Malta · Marshalleilanden · Marokko · Mauritanië · Mauritius · Mexico · Micronesië · Moldavië · Monaco · Mongolië · Montenegro · Mozambique · Myanmar · Namibië · Nauru · Nederland · Nederlandse Antillen · Nepal · Nicaragua · Nieuw-Zeeland · Niger · Nigeria · Noord-Korea · Noorwegen · Oeganda · Oekraïne · Oezbekistan · Oman · Oostenrijk · Oost‑Timor · Pakistan · Palau · Palestina · Panama · Papoea-Nieuw-Guinea · Paraguay · Peru · Polen · Portugal · Puerto Rico · Qatar · Roemenië · Rusland · Rwanda · Saint Kitts en Nevis · Saint Lucia · Saint Vincent en Grenadines · Salomonseilanden · Samoa · San Marino · Sao Tomé en Principe · Saoedi-Arabië · Senegal · Servië · Seychellen · Sierra Leone · Singapore · Slovenië · Slowakije · Soedan · Somalië · Spanje · Sri Lanka · Suriname · Swaziland · Syrië · Tadzjikistan · Tanzania · Thailand · Togo · Tonga · Trinidad en Tobago · Tsjaad · Tsjechië · Tunesië · Turkije · Turkmenistan · Tuvalu · Uruguay · Vanuatu · Venezuela · Verenigde Arabische Emiraten · Verenigde Staten · Vietnam · Wit-Rusland · Zambia · Zimbabwe · Zuid-Afrika · Zuid-Korea · Zweden · Zwitserland